# Benedetto Buommattei
Benedetto Buommattei (Firenze, luglio 1581 – Firenze, 27 gennaio 1647) è stato un presbitero e grammatico italiano.

## Biografia

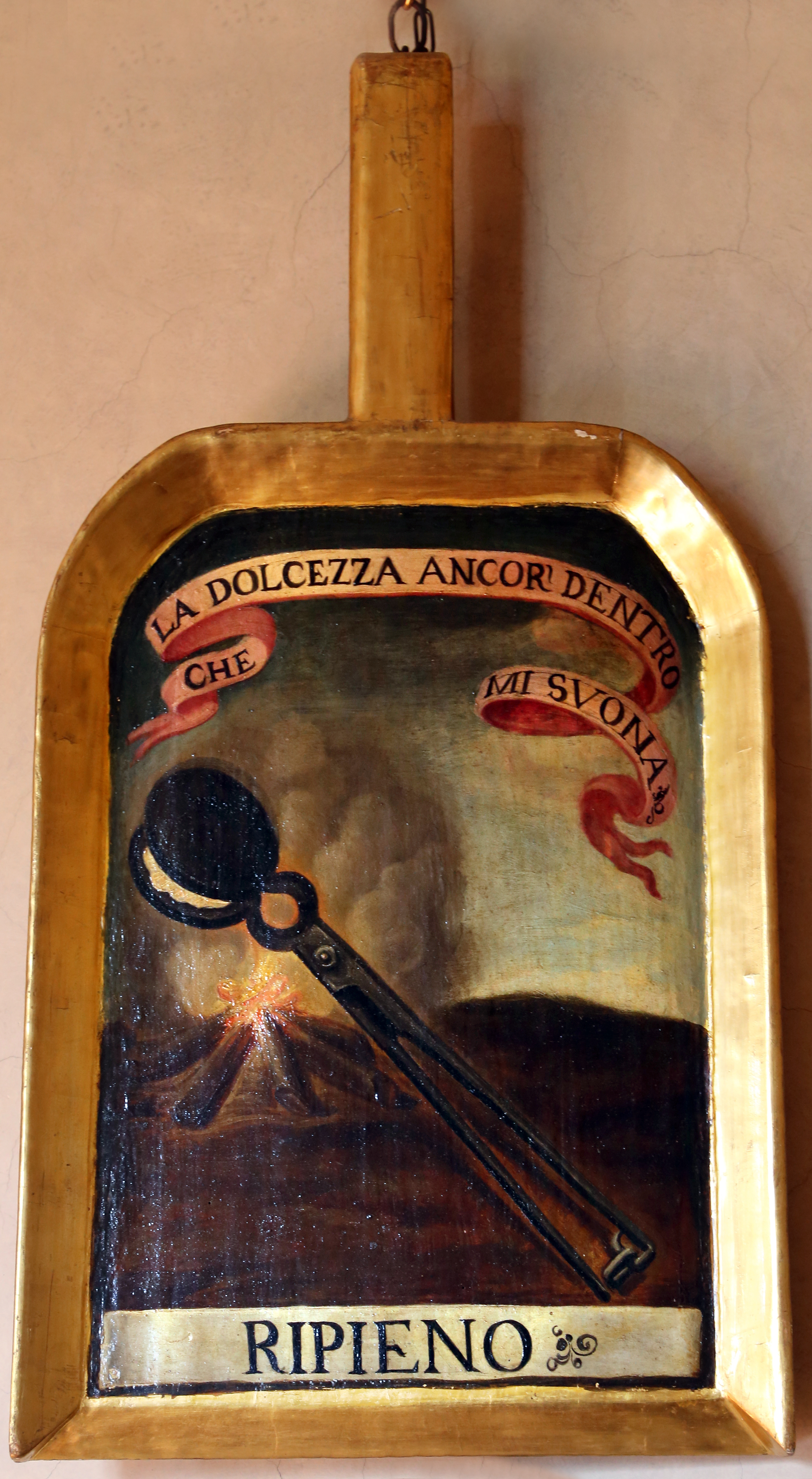
La "Pala" di Benedetto Buommattei all'Accademia della Crusca

Diventato sacerdote nel 1608 studia a Pisa e a Firenze dove si laureò  in teologia.
Fu membro di numerose Accademie (dell'Accademia Fiorentina, degli Svogliati, degli Infiammati, degli Spensierati, ecc.) e soprattutto, dal 17 marzo 1627, dell'Accademia della Crusca (dove prese il nome accademico di Ripieno). Nel 1632 fu nominato dal granduca Ferdinando II Lettore di Lingua Toscana e Rettore del Collegio Universitario Ferdinando di Pisa. Trascorse gli ultimi undici anni della sua vita a Firenze come Lettore all'Università e dal 1640 come segretario dell'Accademia della Crusca, dando un importante contributo alla nuova edizione del Vocabolario.
Il suo nome è legato soprattutto al trattato (incompiuto) Della lingua toscana (1º libro 1623; 1º e 2º libro 1643), considerato la prima grammatica logica italiana.

## Opere
- Benedetto Buommattei, Del modo di consecrar le vergini, 1622.
- Benedetto Buommattei, Introduzione alla lingua toscana, Venezia, Appresso Gio. Salis, 1626. URL consultato il 1º giugno 2019.
- Benedetto Buommattei, Della lingua toscana libri due, Firenze, Zanobi Pignoni, 1643. URL consultato il 1º giugno 2019.
- Division morale dell'Inferno di Dante, con la distinzione delle pene a ciascun vizio assegnate, Firenze per Amador Massi e Lorenzo Landi 1638;
- Division Morale del Purgatorio di Dante, con le pene a ciascun peccato, e virtù contrarie, Firenze per Zanobi Pignoni 1640, continuata da C. Cionacci e ridotta anche a edizione scolastica;
- Benedetto Buommattei, Lezioni quattro sopra il Canto primo dell'Inferno di Dante, in Raccolta di prose fiorentine, vol. 4, Venezia, presso Domenico Occhi, 1735,  pp. 109 e ss. URL consultato il 1º giugno 2019.
- Tempi e luoghi del viaggio di Dante, manoscritto, codice VI 164 della Biblioteca nazionale di Firenze.